# Puddefjord
De Puddefjord is een ongeveer 3,5 kilometer lange fjord in Noorwegen. Aan de oevers van deze fjord ligt een deel van de stad Bergen.
De fjord is een arm van de Byfjord en loopt van de noordelijke kop van het schiereiland Nordnes in zuidoostelijke richting naar het meer Store Lungegårdsvannet, waar het zoute zeewater van de fjord overgaat in brakwater. Het breedste gedeelte van de fjord is 1,2 kilometer, het smalle deel in Bergen is ongeveer 100 meter breed.
Aan de ingang van de fjord bevindt zich de Bergen-terminal van de veerdienst Hurtigruten. Ook de veerdienst van en naar Stavanger en Hirtshals (Denemarken) meert hier af.
Het gebouw Treet ("de boom") aan de Puddefjord is (anno 2017) het hoogste gebouw van hout ter wereld. Dit flatgebouw uit 2015 heeft een hoogte van 52,8 meter en staat naast de brug Puddefjordsbroen. Het bestaat uit 14 etages and 62 flats.

## Bruggen
De in 1851 geopende brug Nygårdsbroen verbindt het centrum van Bergen met het zuidelijker gelegen stadsdeel Årstad. De brug overspant Strømmen, de verbinding tussen de Puddefjord en het meer Store Lungegårdsvannet. In 1978 werd een nieuwe Nygårdsbroen geopend, en een derde Nygårdsbroen (voor de lightrail-verbinding van Bergen) kwam gereed in 2008. Over Nygårdsbroen loopt de weg E39.
In 1956 werd Puddefjordsbroen geopend, een brug van 461 meter over Damsgårdssundet (het smalle gedeelte van de Puddefjord) die het centrum van Bergen met Gyldenpris verbindt. Aan beide kanten van deze brug wordt het verkeer tunnels in geleid.

## Geschiedenis
De fjord werd in 1560 voor het eerst genoemd als de Pudefjord. De naam stamt mogelijk af van "Bodafjord" (van het Oudnoordse bodi dat "scheren" betekent). In de Puddefjord is een aantal scheren (rotsachtige eilandjes). Deze scheren, de sterke stroming en het bevriezen van het binnenste gedeelte van de fjord in de winter, maakten het bevaren van de fjord in vroeger tijden tot een gevaarlijke onderneming. Daarom werd niet de Puddefjord maar een andere arm van de Byfjord, de baai Vågen, in de middeleeuwen gekozen als de haven van Bergen.
Pas tijdens de industriële revolutie in de 19e eeuw werden de oevers van de Puddefjord bebouwd en ontwikkelde de fjord zich tot een haven- en industriegebied. Als gevolg van deze bedrijvigheid is de fjord nog steeds zwaar vervuild met PCB en kwik. Nu de industrie langzaam aan het verdwijnen is krijgen de oevergebieden een nieuwe bestemming als kantoor- of woongebied.
De Puddefjord liep oorspronkelijk helemaal door tot het meertje Lille Lungegårdsvannet. De verbinding tussen het Lille Lungegårdsvannet en Store Lungegårdsvannet werd echter gedempt. Deze demping kwam in 1926 gereed. In de jaren 30 ontwikkelde het Store Lungegårdsvannet zich tot een recreatiegebied met jachthavens en stranden.
Tijdens de Tweede Wereldoorlog bouwden de Duitsers een drijvend dok voor U-boten in de Puddefjord. Dit Laksevåg-dok werd op 15 april 1944 aangevallen door de Britse mini-onderzeeboot X24 (Operation Guidance). De gezagvoerder zag echter het SS Bärenfels, een Duits vrachtschip van 7.500 ton dat in de fjord afgemeerd lag, aan voor het dok, en bracht de Bärenfels tot zinken met twee ladingen met tijdontsteking. Bij een tweede poging van de X24, op 11 september 1944, werd het dok tot zinken gebracht (Operation Heckle).

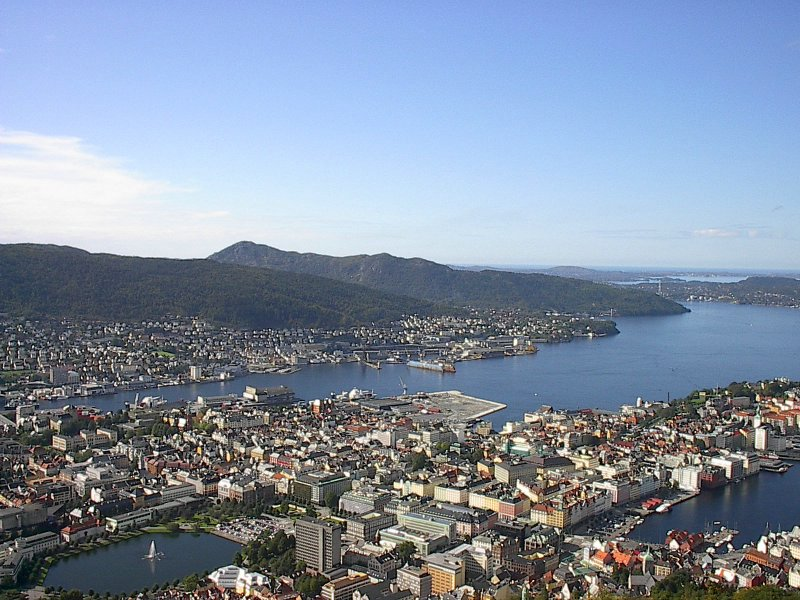
Uitzicht op Bergen met het noordelijk deel van de Puddefjord zichtbaar. Linksonder het meertje Lille Lungegårdsvannet. Rechtsonder de baai Vågen
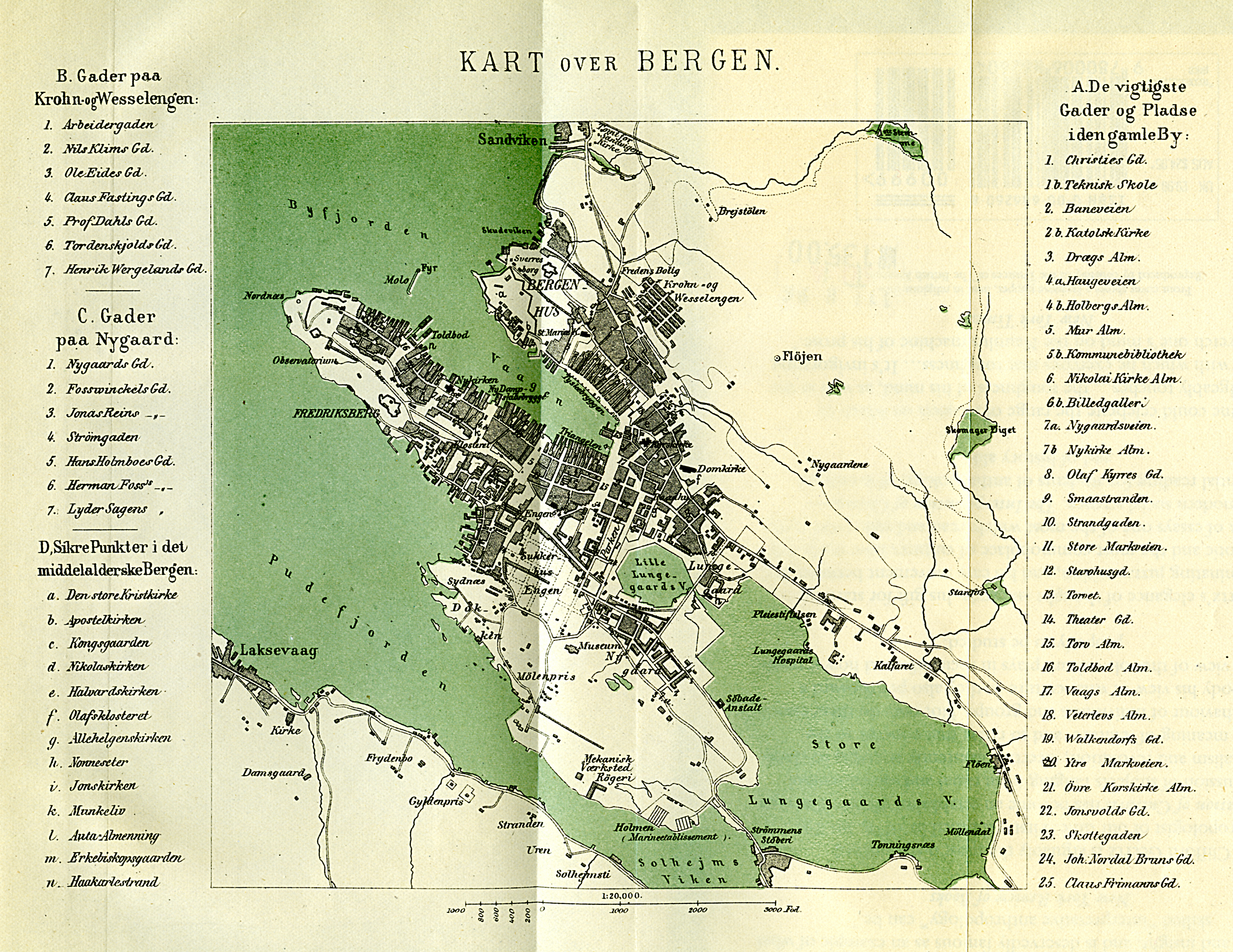
Kaart van Bergen uit 1877, met onderaan de Puddefjord
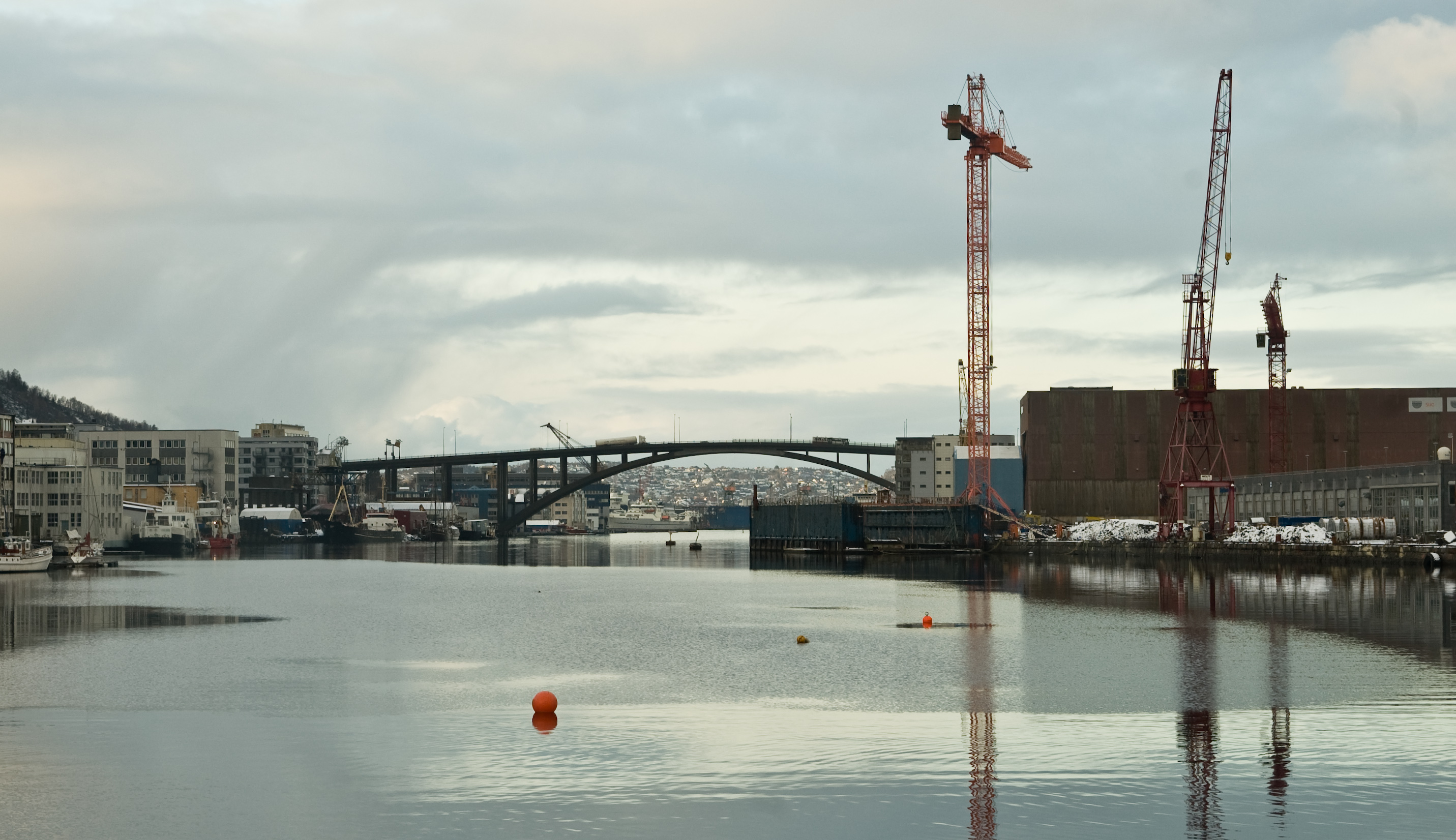
Damsgårdssundet, het smalle gedeelte van de Puddefjord, met de brug Puddefjordsbro